# Đậu Đức phi (Đường Duệ Tông)
Chiêu Thành Thuận Thánh hoàng hậu (chữ Hán: 昭成順聖皇后; ? - 693), thường được gọi là Đường Duệ Tông Đậu Đức phi (唐睿宗窦德妃) hay Chiêu Thành Đậu Thái hậu (昭成窦太后), là một phi tần của Đường Duệ Tông Lý Đán, mẹ ruột của Đường Huyền Tông Lý Long Cơ. Bà chưa từng làm Hoàng hậu, thụy hiệu này do con trai bà sau khi lên ngôi đã truy tặng.

## Tiểu sử

### Xuất thân
Đậu Đức phi xuất thân từ đại gia tộc Hà Nam Đậu thị (河南窦氏), một nhánh của gia tộc Tiên Ti là Một Lộc Hồi thị (没鹿回氏) trong đại bộ lạc Hột Đậu Lăng thị (纥豆陵氏). Thời Bắc Ngụy, gia tộc Hột Đậu Lăng thị thường nắm nhiều chức vụ quan trọng, từ khi Bắc Ngụy Hiếu Văn Đế Nguyên Hoành dời đô đến Lạc Dương, Hột Đậu Lăng thị cải họ thành [Đậu thị] theo kiểu Hán.
Cao tổ của bà là Vĩnh Phú huyện trung công Đậu Thiện (窦善), chú của cha vợ Đường Cao Tổ Lý Uyên là Đậu Nghị (窦毅). Tằng tổ phụ của Đậu thị là Trần Dung công Đậu Kháng (窦诞), tổ phụ là Sân Quốc công Đậu Đản (窦诞), về sau cưới Tương Dương công chúa (襄陽公主) là con gái của Đường Cao Tổ. Cha Đậu thị là Đậu Hiếu Kham (窦孝谌), làm đến chức Thái thường Thiếu khanh (太常少卿), Nhuận châu Thứ sử; về sau được tặng tước Bân quốc công (邠國公), thân mẫu của bà là Bàng thị (龐氏).
Vào thời gian Duệ Tông còn là Tương vương (675 - 678), Đậu thị nhập Vương phủ làm Nhụ nhân (孺人), rất đĩnh ngộ thuận lễ, được xưng là [Tư dung uyển thuận, động tuần lễ tắc; 姿容婉顺，动循礼则]. Khi Tương vương tức vị, trở thành Đường Duệ Tông, Đậu nhụ nhân được phong làm Đức phi (德妃). Năm Quang Trạch thứ 2 (685), Đậu Đức phi sinh ra Lý Long Cơ, sau đó liên tiếp sinh ra hai con gái là Kim Tiên công chúa và Ngọc Chân công chúa.

### Bị giết hại và hậu sự
Năm Tái Sơ thứ 2 (690), dưới áp lực của các phe cánh, Duệ Tông nhường ngôi cho mẹ mình là Võ hậu, bà chính thức trở thành Hoàng đế Võ Chu, làm gián đoạn nhà Đường. Với tư cách con trai của Võ Hoàng, Duệ Tông trở thành Trữ quân, nhưng nhận tước hiệu [Hoàng tự; 皇嗣] thay vì Thái tử, đổi họ Lý thành họ Võ.
Năm Trường Thọ thứ 2 (693), Thị nữ Vi Đoàn Nhi được Võ Tắc Thiên yêu quý, do có mâu thuẫn với Lý Đán nên âm mưu hại Hoàng tự, ngầm mật vu cáo Đậu thị cùng Hoàng tự phi Lưu thị dùng thuật bùa chú ám hại Võ hậu. Nghe thấy thế, Võ hậu tức giận triệu Đậu thị và Lưu thị vào Vạn Phụng Thần cung (萬象神宮), và ngầm cho ngươi giết đi. Xác của cả hai người không thể tìm thấy được. Mẹ của Đậu thị là Bàng thị trong lúc dâng hương cầu phúc, bị gia nô tố cáo lên Võ Tắc Thiên, Tiết Quý Sưởng (薛季昶) phán tội chết, nhưng nhờ có Thị ngự sử Từ Hữu Công (徐有功) nói hộ mà Bàng thị không bị xử chém. Còn cha của Đậu thì là Đức Kham bị lưu đày La Châu, qua đời tại đây, các anh em trong nhà cũng bị biếm đến Lĩnh Nam. Hoàng tôn Lý Long Cơ khi đó chỉ 8 tuổi, được chị của Đậu thị là Đậu Thục (窦淑) và một người em gái khác trong họ nuôi nấng.
Duệ Tông phục vị, thương cảm Đậu thị cùng Lưu hoàng hậu, lại vì Đậu thị là mẹ của Thái tử Lý Long Cơ, nên truy tặng thụy hiệu làm Chiêu Thành hoàng hậu (昭成皇后), phụng táng tại Tĩnh lăng (靖陵), lập miếu tại kinh sư, gọi là Nghi Khôn miếu (儀坤廟). Về sau Huyền Tông đăng cơ, cải tôn làm Hoàng thái hậu, dời về hợp táng ở Kiều lăng (桥陵) cùng Duệ Tông và Lưu hoàng hậu. Huyền Tông còn thiên vị mẹ đẻ, đưa ngay thần vị của bà lên Thái Miếu phụng thờ cùng Duệ Tông, còn Túc Minh Lưu hoàng hậu thì mãi về sau mới đưa lên thờ theo đúng lễ chế. Năm Thiên Bảo thứ 8 (749), lại dâng thụy hiệu là Chiêu Thành Thuận Thánh hoàng hậu (昭成順聖皇后).
Về 2 người chị em của mẹ đã có công nuôi nấng, Đường Huyền Tông thiện đại họ bằng vật chất và lễ nghĩa, gia phong Đậu Thục là Yến Quốc phu nhân (燕國夫人), còn Đậu thị kia là Đặng Quốc phu nhân (鄧國夫人). Ngoài ra, Đặng Quốc phu nhân Đậu thị có bốn người con trai là Trương Khứ Hoặc (张去惑), Trương Khứ Nghi (张去疑), Trương Khứ Xa (张去奢) và Trương Khứ Dật (张去逸) dần được cất nhắc mà phong lên hàng đại quan. Con gái của Trương Khứ Dật sau này chính là Túc Tông Trương hoàng hậu, con dâu của Huyền Tông.

## Hậu duệ
Đậu Đức phi Chiêu Thành hoàng hậu có với Đường Duệ Tông Lý Đán 1 hoàng tử và 2 hoàng nữ, gồm:
1. Đường Huyền Tông Lý Long Cơ [李隆基], hoàng tam tử của Duệ Tông.
2. Kim Tiên công chúa (金仙公主, 689 - 732), hoàng bát nữ, sơ phong Tây Thành huyện chúa (西城县主). Năm 710, phong Tây Thành công chúa (西城公主), sau cải phong như hiện tại. Xuất gia làm đạo sĩ, pháp hiệu Vô Thượng Đạo (无上道).
3. Ngọc Chân công chúa (玉真公主, 690 - 762), hoàng cửu nữ, tiểu tự Huyền Huyền (玄玄), còn có hiệu Trì Doanh (持盈), sơ phong Sùng Dương huyện chúa (崇昌縣主). Năm 710, tấn phong Xương Long công chúa (昌隆公主), sau cải phong như hiện tại. Xuất gia làm đạo sĩ, pháp hiệu Vô Thượng Chân (无上真).